# AkzoNobel
AkzoNobel ist ein weltweit operierendes Großunternehmen der Farbenherstellung und Spezialchemie. Der Stammsitz befindet sich in den Niederlanden. Bis 2014 war AkzoNobel der größte Hersteller von Farben und Lacken weltweit, 2024 lag AkzoNobel auf dem dritten Rang hinter PPG Industries und Sherwin-Williams.

## Geschichte
Im Jahr 1911 wurde im niederländischen Ede die Nederlandse Kunstzijdefabriek (ENKA) gegründet. Diese schloss sich 1929 mit den deutschen Vereinigte Glanzstoff-Fabriken, gegründet 1899 in Elberfeld, zur Algemeene Kunstzijde Unie (AKU) zusammen. Diese fusionierte 1969 mit dem seinerseits erst 1967 aus den Unternehmen Ketjen, gegründet 1835 in Amsterdam, Koninklijke Nederlandse Zoutindustrie (KNZ), gegründet 1918 in Hengelo, und Zwanenberg-Organon, gegründet 1923 in Oss, gebildeten Pharmaunternehmen Koninklijke Zout-Organon (KZO) zum Konzern Akzo. 
Im gleichen Jahr begann man sich am amerikanischen Salzproduzenten International Salt zu beteiligen.
1992 wurde der griechische Farbenhersteller Vivechrom erworben und 1994 fusionierten die Unternehmen Akzo NV (Arnheim) und die schwedische Firma Nobel Industries. Das Unternehmen firmiert seither als AkzoNobel. 
AkzoNobel kaufte 1998 Courtaulds, fusionierte aber bald derer beider Chemiefaserbereiche unter dem Namen Acordis und verkaufte dieses Unternehmen später an einen Finanzinvestor, bevor es größtenteils in der österreichischen Lenzing AG aufging.
Die Pharmasparte Organon wurde 2007 an Schering-Plough verkauft und man erwarb dafür die britische ICI, deren Sparten Klebstoffe und Electronic Materials 2008 an Henkel weiterverkauft wurde.
2017 gab AkzoNobel bekannt, sich zur Abwehr eines Übernahmeangebots durch die amerikanische PPG Industries in zwei Firmen aufzuspalten. Aus den Geschäftsbereichen Paints and Coatings sowie Specialty Chemicals sollten zwei eigenständige Unternehmen entstehen. 
Im Oktober 2018 erfolgte der Verkauf der unter dem Namen Nouryon ausgegliederten Sparte Specialty Chemicals an einen Finanzinvestor.

## Geschäftsbereiche
Die AkzoNobel hat zwei Hauptgeschäftsfelder: 
Der regional organisierte Geschäftsbereich Dekorationsfarben konzentriert sich auf die Herstellung und Vermarktung von Konsumentenprodukten. Produkte sind Farben, Lasuren, Anstriche und Hilfsprodukte, die im privaten Haushalt Verwendung finden und auch über Baumärkte und Fachgeschäfte vertrieben werden. Marken wie Sikkens, Lasol, Dulux, Xyladecor, Molto und Moltofill stehen dabei stellvertretend für die Produktpalette. 
Im Bereich Industrielle Farben und Beschichtungen werden industrielle Lacke, Farben und Beschichtungssysteme entwickelt, produziert und vermarktet. Dies umfasst die Herstellung von Produkten für die Beschichtung von Schiffen, Flugzeugen und Autos sowie von Reparatursystemen für Karosserien. Ferner gehören Produkte für die Beschichtung von Metallen, Metallverpackungen sowie von Pulverlacken zum Portfolio.
In dem im Oktober 2018 verkauften Bereich Spezialchemie wurden unterschiedliche Grund- und Spezialchemikalien hergestellt, wie z. B. Organische Peroxide, Chlor, Natronlauge, Ethylenamin, Schwefelkohlenstoff und Chemikalien für die Papierherstellung.

## Deutsche Standorte

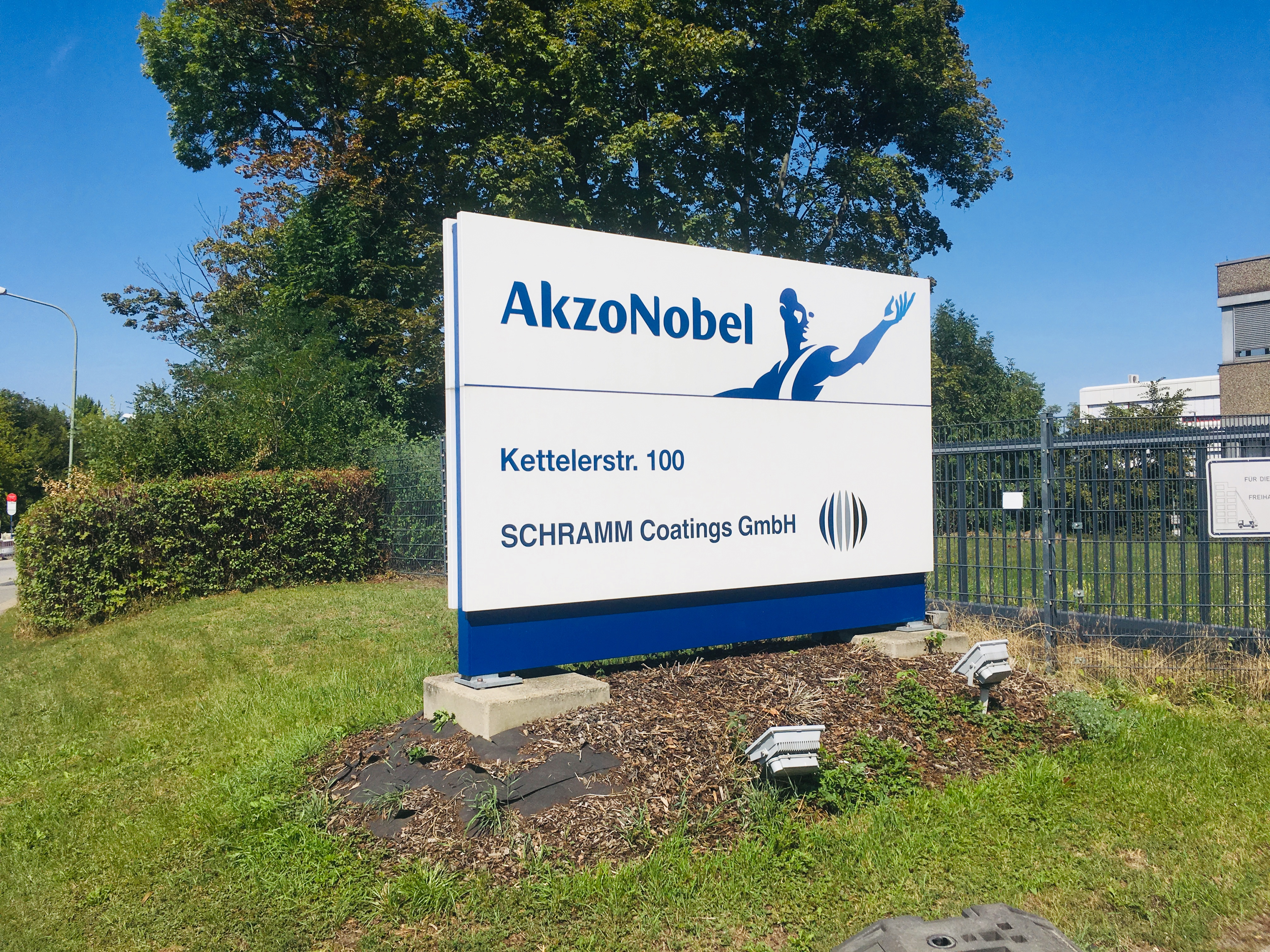
AkzoNobel-Standort in Offenbach am Main

Der Konzern betreibt in Deutschland unter anderem Standorte in Arnsberg, Hamburg, Hilden, Köln, Offenbach am Main, Oldenburg, Reutlingen und Stuttgart.

## Kennzahlen
Der Gesamtumsatz im Jahr 2014 betrug 14,3 Milliarden Euro. 2018 sank der Gesamtumsatz nach der Trennung vom Chemiegeschäft auf 9,3 Milliarden Euro. Der Gesamtumsatz im Geschäftsjahr 2023 lag mit 10,668 Milliarden Euro in etwa auf dem gleichen Niveau.
Nach dem Kauf von ICI hatte das Unternehmen im Mai 2008 rund 60.000 Mitarbeiter, Ende 2023 wurden noch 35.200 Mitarbeiter beschäftigt. Die Unternehmensanteile sind an der Amsterdamer Euronext-Börse notiert.